# ICAR M23b
ICAR M23b este un avion biloc, cu aripa jos tip cantilever. Avea tren de aterizare fix, triciclu cu bechie de coadă. Acesta a fost dezvoltat de Willy Messerschmitt din aparatul BFW M.19 după specificațiile emise de Aeroclubul German pentru competiția Circuitul Est-Prusian. 
Datorita succesului de care s-a bucurat avionul Messerschmitt M.23 în România, fabrica ICAR a achiziționat licența, pentru a produce acest avion în România.

## Istoric
Este primul avion fabricat la ICAR București. Avea structura din lemn și era acoperit parțial cu placaj și parțial cu pânză. Avionul era echipat cu motorul Siemens Halske SH 13b, motor cu 5 cilindri în stea, cu o putere de 80 CP.
Avionul ICAR M23b a fost foarte mult folosit în școlile civile de pilotaj din România. ARPA avea în dotare 10 avioane de acest tip. De asemenea acest avion era nelipsit din programul mitingurilor aeriene din acea vreme. Populara „Escadrilă Argintie”, cum era denumită formația de avioane ICAR M23b a ARPA a executat în cadrul acestor mitinguri nenumărate zboruri de agrement cu cei dornici să primească „botezul zborului”. Tot pe avioane ICAR M23b evolua inițial și formația de acrobație aeriană a ARPA, Dracii Roșii. 
Datorită construcției sale reușite și calităților sale de zbor cu avionul ICAR M23b s-au realizat două performanțe:
- În 1932 Mihail Pantazi și Gheorghe Grozea, care zboară cu ICAR M.23b echipat cu flotoare și rezervoare suplimentare de combustibil, au stabilit un record mondial de durată pentru hidroavioane după ce au  zburat  12 ore și 2 min.[5][3]
- În 1933 Mihail Pantazi, Gheorghe Davidescu, Alexandru Cernescu, Petre Ivanovici, Max Manolescu și mecanicul D. Ploieșteanu, formând echipajele a trei avioane ICAR M23b, au efectuat primul raid românesc intercontinental  pe distanta București-Malakal (Sudan). Deși obiectivul inițial a fost Cape Town, zborul a trebuit să fie întrerupt la Malakal din cauza condițiilor meteorologice nefavorabile și datorita terenurilor de zbor care au devenit impracticabile în urma ploilor. Cu toate acestea, acest zbor a confirmat calitățile bune ale avioanelor care s-au dovedit comportat foarte bine în condițiile meteorologice grele de pe continentul african.[3][5]

## Caracteristici ICAR M23b
Echipaj: 2 piloți
Caracteristici tehnice
- Lungime: 6,5 m
- Anvergură: 11,5 m
- Înălțime: 2,4 m
- Suprafață portantă: 14,2 m2
- Masă (gol): 375 kg
- Masă (gata de zbor): 700 kg
- Motor: 1 x Siemens Halske SH 13b 80 CP (60 KW)

Performanțe
- Viteză maximă: 170 km/h
- Viteză de croazieră: 150 km/h
- Viteză minimă: 80 km/h
- Rază de acțiune: 1000 km
- Plafon de zbor: 3800 m
- Autonomie de zbor: 5 h 30 min

## Utilizatori
- România